# Maslows behovspyramide
Den amerikanske psykolog Abraham Maslow lavede i 1943 en grafisk fremstilling af de menneskelige behov i den såkaldte maslowske behovspyramide (se figuren). Hans påstand er, at behovene må opfyldes nedefra i pyramiden. Man må altså have dækket behovet for mad, vand, varme osv., før man kan gå i gang med at dække behovet for fysisk og social sikkerhed.

## Fysiske behov
Det nederste niveau i behovspyramiden rummer de basale behov som indtagelse af føde, vand og luft, men også behov for søvn, fysisk bevægelse, udtømning af affaldsstoffer og sex. Sex indgår dog kun i forplantningsøjemed, ikke som en nydelse. Det er kort og godt behovet for at opretholde og forsvare den menneskelige organisme. Først når disse behov er dækket, melder behovene på det næste niveau sig. Hvis man er meget sulten eller tørstig, tænker man ikke på andet, og man er ikke motiveret for at få tilfredsstillet andre behov.

## Behov for sikkerhed
Det næste niveau rummer de sikkerhedsmæssige og følelsesmæssige nødvendigheder som sikkerhed, tryghed, stabilitet, orden og beskyttelse mod vind og vejr, smerter og andet ubehag og fravær af angst og frygt. Det kan være en person, der har prøvet sult og nød, og som nu bruger meget energi og tid på at sikre sig og sin familie. Først når behovene på første niveau er tilfredsstillet, kan man interessere sig for dem på næste niveau.

## Sociale behov
Her finder man de sociale behov for fællesskab, kærlighed, venskab samt behovet for tilhørsforhold til enkeltpersoner og grupper. Det er også spørgsmålet om at føle sig accepteret af sine nære omgivelser, familie, naboer og arbejdskollegaer, men også som borger i samfundet.
Her drejer det sig om behovet for at blive elsket og anerkendt og indgå i positive relationer til andre mennesker. Som eksempel kan nævnes barnet, der har behov for at føle sig elsket af sine forældre. For en person med psykisk funktionsnedsættelse gælder det, at han eller hun har behov for at føle sig anerkendt på trods af sin funktionsnedsættelse. Dette indebærer fx en relation til det pædagogiske arbejde der er præget af ligeværd og gensidig respekt.

## Behov for agtelse
På dette niveau drejer behovene sig om agtelse, selvrespekt, selvtillid, kunnen, anerkendelse, status og værdighed. De behov bliver dog først påtrængende når behovene på de tre lavere niveauer er tilfredsstillet.

## Behov for selvrealisering og åndelighed
På det øverste niveau har man kræfter til at få dækket behovene for at virkeliggøre sine mål, at realisere medfødte eller senere erhvervede evner i form af selvrealisering, eller at opnå såkaldte åndelige oplevelser eller åbenbaringer. Folk, som har fået dækket behovene på de fire foregående niveauer, er mennesker med skabende arbejde, der søger udfordringer, og som har trang til at udvikle og bruge deres evner.

## Samvirke mellem behovene
Abraham Maslow opfattede de tre nederste niveauer som såkaldte mangelbehov, der opstår, når organismen mangler noget. Disse mangler eller behov virker som drivkraft for processer, som foregår, indtil behovet er dækket. Disse behov kaldes også homøostatiske, fordi de opstår, når personens homøostase/ligevægt er forstyrret, og fordi de forsvinder, når homøostasen er genoprettet. 
De to øverste niveauer anså Maslow for at være fyldt af vækstbehov. Mangelbehovene kan mættes, og på den måde står de i modsætning til de to øverste behovsplaner, som ikke kan mættes. Mangelbehovene er normalt de stærkeste, og det betyder, at behovene for selvhævdelse og for selvrealisering træder i baggrunden, hvis et eller flere af mangelbehovene ikke er dækket.